# Rıdvan Bolatlı
 Rıdvan Bolatlı  (Ankara, 1928. december 2. – 2022. március 31.) török labdarúgó, hátvéd.

## Pályafutása
1952 és 1956 között az Ankaragücü labdarúgója volt. A török válogatott színeiben részt vett az 1952. évi nyári olimpiai játékokon és az 1954-es labdarúgó-világbajnokságon.